# .vi
.vi (Ilhas Virgens Americanas) é o código TLD (ccTLD) na Internet para as Ilhas Virgens Americanas.